# یوسوکه کاوابوچی
یوسوکه کاوابوچی (ژاپنی: 川淵 勇祐؛ زادهٔ ۲۱ آوریل ۱۹۸۶) یک بازیکن فوتبال اهل ژاپن است.
از باشگاه‌هایی که در آن بازی کرده‌است می‌توان به باشگاه فوتبال جف یونایتد چیبا اشاره کرد.